# Zsira
Zsira is een plaats (község) en gemeente in het Hongaarse comitaat Győr-Moson-Sopron, gelegen in het district Sopron. Zsira telt 831 inwoners (2015).

## Afbeeldingen

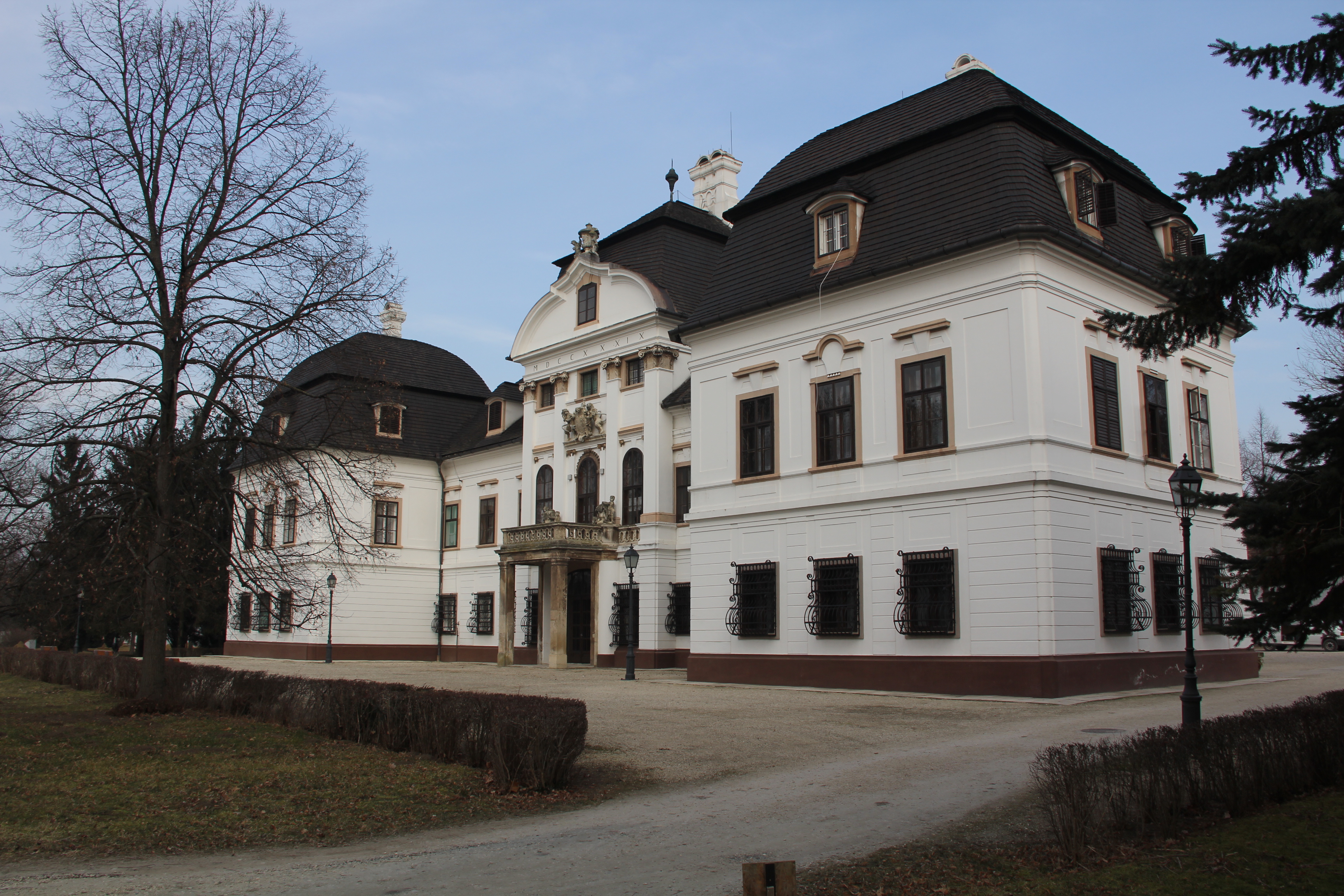
Het kasteel Gyülevizy-Pejacsevich